# 淑寧翁主 (朝鮮孝宗)
淑寧翁主（韓語：숙녕 옹주，1649年—1668年），朝鮮孝宗李淏的庶長女。

## 生平
仁祖二十七年五月一日生，八歲（虛歲）受封淑寧翁主。顯宗三年（1662年）下嫁朴泰長之子朴弼成。顯宗九年五月二十日病逝，無子，只有一女。

## 家庭
- 父：朝鮮孝宗李淏（1619年－1659年）
- 嫡母：仁宣王后張氏（1618年－1674年）
  - 兄：朝鮮顯宗李棩
  - 姊：淑愼公主、淑安公主、淑明公主、淑徽公主、淑靜公主、淑敬公主
- 生母：安嬪李氏（1622年－1693年）
  - 夫：朴弼成（1652年－1747年），封錦平尉，本貫為潘南，字士弘，號雪松齋，諡孝靖。[3]
    - 女：名「喜慶」，適李秀喆。
    - 嗣子：朴師淹，生父為朴弼震（朴弼成之弟）。

## 附註
1. ↑  《淑寧翁主墓誌銘》翁主。孝宗大王之女也。母曰安嬪慶州李氏。贈工曹參議慶憲之女。以崇禎後二十一年己丑五月己未生于宮中。……
2. ↑  《顯宗大王改修實錄》19卷, 顯宗9年(1668年)5月20日(丁巳)2번째기사
3. ↑  《英祖大王實錄》65卷,英祖23年(1747年)7月10日(戊戌)1번째기사